# Rudolf Peter (Bibliothekar)
Rudolf Peter (geboren am 11. März 1857 in Leobschütz, Landkreis Leobschütz, Provinz Schlesien; gestorben am 31. Mai 1918 in Berlin) war ein deutscher Bibliothekar, Klassischer Philologe und Religionswissenschaftler.

## Leben und Wirken
Rudolf Peter besuchte das Katholische Gymnasium in Leobschütz und studierte Klassische Philologie an der Universität Breslau, wo er sich besonders an August Reifferscheid anschloss. Schon früh fand er durch diesen zur Erforschung der römischen Religion, die sein Forschungsschwerpunkt wurde. Noch vor Abschluss seiner Studien veröffentlichte Peter in einer Festschrift für Reifferscheid (1884) eine Abhandlung zu den römischen Gebetsformen. Als Reifferscheid im folgenden Jahr (1885) an die Universität Straßburg wechselte, folgte ihm Peter und schloss in Straßburg 1886 seine Doktorarbeit über die römischen Priesterämter ab. Über seine 86 Seiten umfassende Dissertation hinaus plante er eine vollständige Edition der antiken Zeugnisse zu den Priesterämtern, die jedoch nie erschien.
Nach dem Studium trat Peter in den wissenschaftlichen Bibliotheksdienst ein, der seit den 1870er Jahren im Königreich Preußen professionalisiert wurde. Peter arbeitete ab April 1886 an der Universitätsbibliothek Breslau als Hilfsbibliothekar, ab dem 1. Oktober 1887 als Hilfsbibliothekar an der Paulinischen Bibliothek in Münster (Westfalen). Dort wurde er am 1. Februar 1891 zum Assistenten befördert. Zum 1. Oktober 1891 wechselte er als Hilfskustos an die Königliche Bibliothek zu Berlin, wo er am 1. April 1894 zum Bibliothekar und spätestens 1905 zum Oberbibliothekar ernannt wurde. Anlässlich seines 25-jährigen Dienstjubiläums erhielt er 1912 den Roten Adlerorden 4. Klasse.
Neben dem Bibliotheksdienst war Peter weiterhin wissenschaftlich tätig. Er verfasste zahlreiche Artikel für Wilhelm Heinrich Roschers Ausführliches Lexikon der griechischen und römischen Mythologie, besonders über römische Gottheiten.

## Schriften (Auswahl)
- De Romanorum precationum carminibus. In: Commentationes philologicae in honorem Augusti Reifferscheidii. Scripserunt discipuli pientissimi. Breslau 1884, S. 67–83
- Quaestionum pontificalium specimen. Straßburg 1886 (Dissertation; Digitalisat).